# Cesare Bertagnini
Cesare Bertagnini, nascut a Montignoso, província de Massa i Carrara, Toscana, el 15 d'agost de 1827 i traspassat a Viareggio, Toscana, el 23 de desembre de 1857 fou un químic italià.

## Biografia
Bertagnini es doctorà en química a la Universitat de Pisa en el 1848 sota la direcció de Raffaele Piria. En aquest any combaté en el Batalló Universitari a la batalla de Curtatone i Montanara, durant la primera guerra d'independència italiana.
Després d'una breu estada en el laboratori de Justus von Liebig, es convertí en ajudant de Piria primer a Pisa i després, el 1855, a Torí. En el 1851 realitzà amb Piria un viatge d'estudis per diferents centres d'investigació d'Europa, la qual cosa li permeté intercanviar experiències i donar a conèixer els resultats de les seves investigacions en el camp de la química orgànica, especialment sobre derivats dels aldehids.
En el 1856 rebé la càtedra de química de la Universitat de Pisa, però la seva carrera fou bruscament interrompuda per la mort quan tornava d'un viatge a Nova York un any després amb només trenta anys i causada per l'agreujament de la tuberculosi que patia durant el trajecte de tornada per mar.

## Obra
Encara que breu, l'activitat científica de Bertagnini és important. Descobrí la presència de l'àcid camfòric i de l'àcid aníssic a l'orina que són eliminats de l'organisme sense sofrir cap transformació. També en l'orina descobrí que la glicina i l'àcid salicílic havien format un compost menys tòxic dintre de l'organisme humà. Aquests estudis els realitzà ingerint ell mateix quantitats important d'àcid salicílic i demostrà la toxicitat de l'àcid salicílic.
Altres resultats de les seves investigacions foren la síntesi de l'àcid cinàmic a partir del benzaldehid i del clorur d'acetilè. Però la descoberta més important és la reacció dels aldehids i els bisulfits que es coneix com a reacció de Bertagnini i el producte com a compost de Bertagnini.